# Turbicellepora
Turbicellepora is een mosdiertjesgeslacht uit de familie van de Celleporidae en de orde Cheilostomatida. De wetenschappelijke naam ervan is in 1963 voor het eerst geldig gepubliceerd door Ryland.

## Soorten
- Turbicellepora aculeata (Canu & Bassler, 1929)
- Turbicellepora americana (Osburn, 1912)
- Turbicellepora ampla (Kirkpatrick, 1888)
- Turbicellepora anatina (Canu & Bassler, 1930)
- Turbicellepora areolata (Canu & Bassler, 1925)
- Turbicellepora armata (Hincks, 1860)
- Turbicellepora attenuata (Ortmann, 1890)
- Turbicellepora avicularis (Hincks, 1860)
- Turbicellepora bernardii (Audouin, 1826)
- Turbicellepora boreale Hayward & Hansen, 1999
- Turbicellepora brasiliensis Winston, Vieira & Woollacott, 2014
- Turbicellepora camera Hayward, 1978
- Turbicellepora canaliculata (Busk, 1881)
- Turbicellepora cantabra (Barroso, 1919)
- Turbicellepora canui Guha & Gopikrishna, 2007
- Turbicellepora chrysalis (Canu & Bassler, 1929)
- Turbicellepora conica (Busk, 1881)

- Turbicellepora coralliformis Hayward, 1980
- Turbicellepora coronopus (Wood, 1844)
- Turbicellepora coronopusoida (Calvet, 1931)
- Turbicellepora crenulata Hayward, 1978
- Turbicellepora cylindriformis (Busk, 1881)
- Turbicellepora faroensis Denisenko, 2018
- Turbicellepora greenlandica Denisenko, 2016
- Turbicellepora hansenae Denisenko, 2016
- Turbicellepora hirsuta (Calvet, 1907)
- Turbicellepora iarae Almeida, Souza, Menegola & Vieira, 2017
- Turbicellepora incrassata (Lamouroux, 1816)
- Turbicellepora intricata (Calvet, 1906)
- Turbicellepora laevis (Haswell, 1880)
- Turbicellepora liouvillei (Canu & Bassler, 1925)
- Turbicellepora magnicostata (Barroso, 1919)
- Turbicellepora megasoma (MacGillivray, 1869)
- Turbicellepora migueli Souto, 2019

- Turbicellepora nitida (Maplestone, 1909)
- Turbicellepora nodulosa (Lorenz, 1886)
- Turbicellepora ovioris Tilbrook, 2006
- Turbicellepora pachyclados (Ortmann, 1890)
- Turbicellepora patagonica Hayward, 1992
- Turbicellepora pourtalesi Winston, 2005
- Turbicellepora protecta (Calvet, 1906)
- Turbicellepora protensa Hayward & Cook, 1979
- Turbicellepora redoutei (Audouin, 1826)
- Turbicellepora robusta (Barroso, 1921)
- Turbicellepora smitti (Kluge, 1962)
- Turbicellepora torquata Hayward, 1978
- Turbicellepora tubigera (Busk, 1859)
- Turbicellepora turricula Cook, 1985
- Turbicellepora valligera Hayward & Cook, 1983
- Turbicellepora winstonae Vieira, Gordon, Souza & Haddad, 2010
- Turbicellepora zanzibariensis (Waters, 1913)

Niet geaccepteerde soorten:
- Turbicellepora truncatorostris (Canu & Bassler, 1930) → Celleporina truncatorostris (Canu & Bassler, 1930)
- Turbicellepora tuberosa (Smitt, 1867)  → Turbicellepora smitti (Kluge, 1962)